# 竹澤站

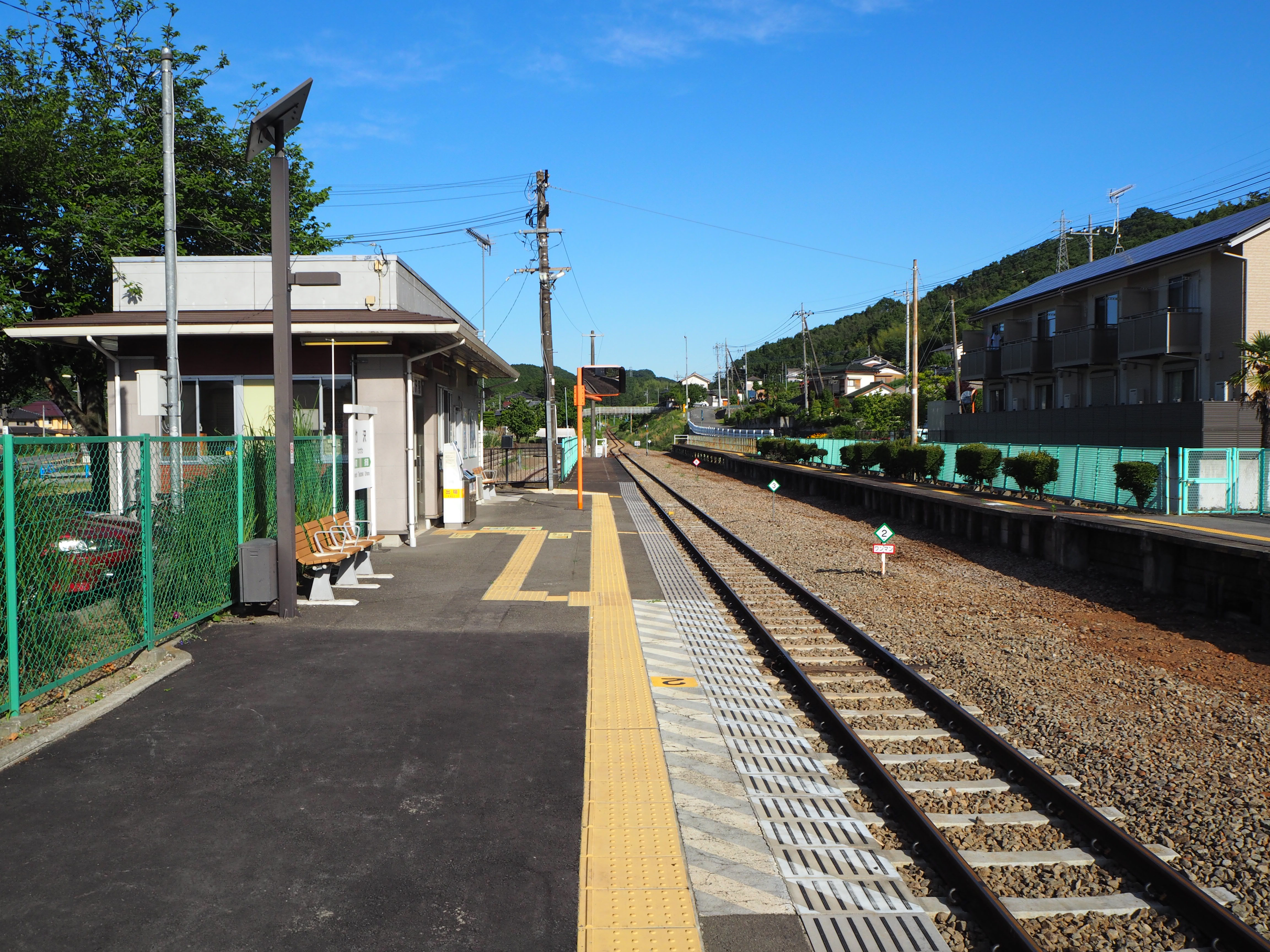
月台（2017年6月）

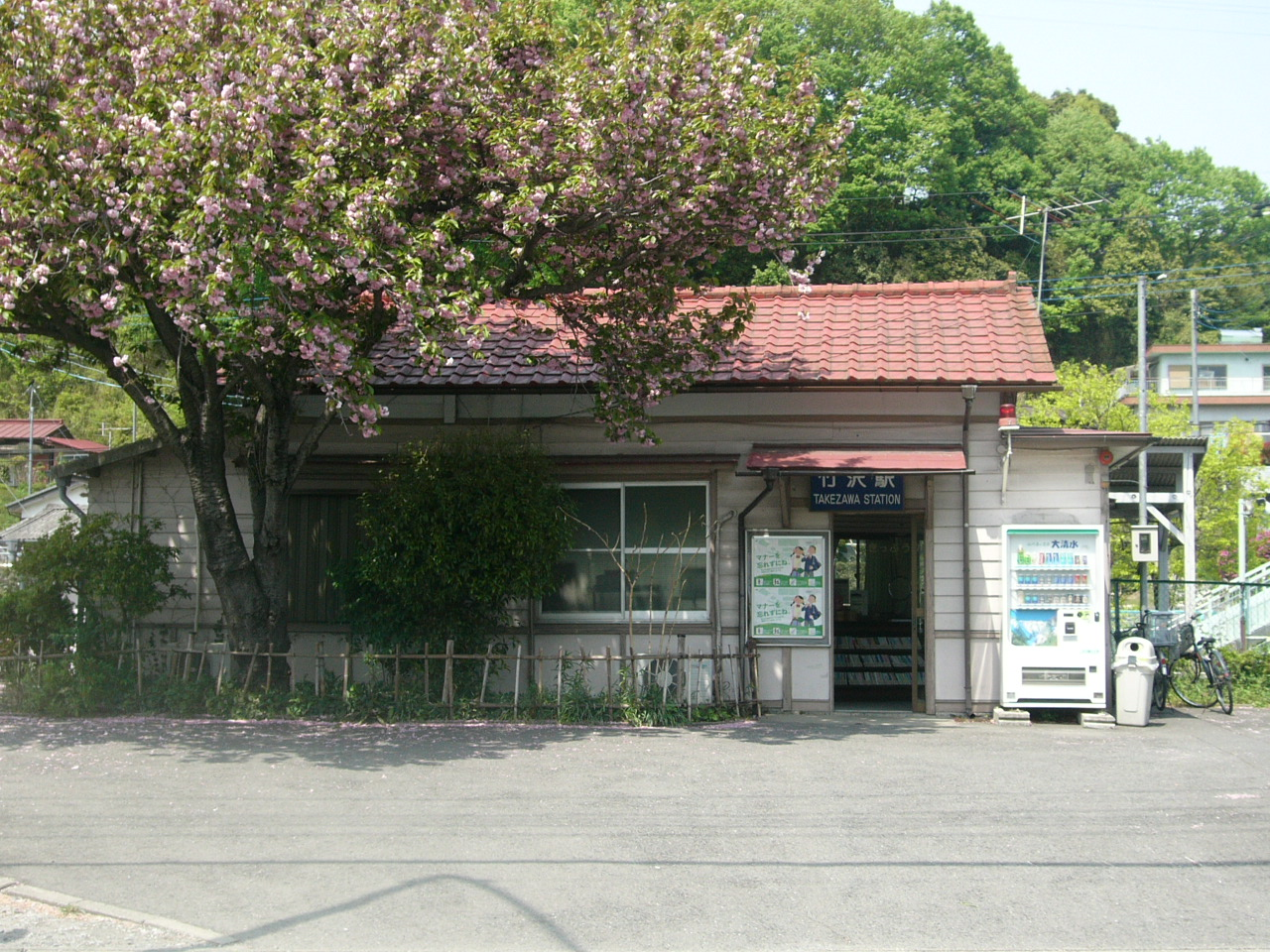
舊站舍（2006年5月5日）

竹澤站（日语：／ Takezawa eki */?）是一個位於日本埼玉縣比企郡小川町大字勝呂，屬於東日本旅客鐵道（JR東日本）八高線的鐵路車站。

## 車站構造
側式月台1面1線的地面車站。
曾經是對向式月台2面2線，站舍對面的月台以跨線天橋聯絡。2016年10月15日棒線化。

## 使用情況
根據JR東日本，2000年度（平成12年度）－2010年度（平成22年度）1日平均上車人次推移如下表。然而，2010年度（平成22年度）1日平均上車人次為31人，上車人次是埼玉縣內車站當中最少。這是由於周邊居民多數使用東武鐵道東上本線的東武竹澤站（東上線的班次比八高線頻密）。
| 上車人次推移       | 上車人次推移     | 上車人次推移    |
| 年度               | 1日平均 上車人次 | 來源            |
| ------------------ | ---------------- | --------------- |
| 2000年（平成12年） | 31               | [ 利用客数 2 ]  |
| 2001年（平成13年） | 32               | [ 利用客数 3 ]  |
| 2002年（平成14年） | 31               | [ 利用客数 4 ]  |
| 2003年（平成15年） | 35               | [ 利用客数 5 ]  |
| 2004年（平成16年） | 28               | [ 利用客数 6 ]  |
| 2005年（平成17年） | 29               | [ 利用客数 7 ]  |
| 2006年（平成18年） | 29               | [ 利用客数 8 ]  |
| 2007年（平成19年） | 28               | [ 利用客数 9 ]  |
| 2008年（平成20年） | 33               | [ 利用客数 10 ] |
| 2009年（平成21年） | 31               | [ 利用客数 11 ] |
| 2010年（平成22年） | 31               | [ 利用客数 1 ]  |

## 相鄰車站
東日本旅客鐵道（JR東日本）
■八高線
小川町－竹澤－折原

### 使用情況
1. 1 2  . 東日本旅客鉄道.   [2019-05-06]. （原始内容存档于2016-03-27）.
2. ↑  . 東日本旅客鉄道.   [2019-05-06]. （原始内容存档于2018-02-13）.
3. ↑  . 東日本旅客鉄道.   [2019-05-06]. （原始内容存档于2019-04-02）.
4. ↑  . 東日本旅客鉄道.   [2019-05-06]. （原始内容存档于2019-04-02）.
5. ↑  . 東日本旅客鉄道.   [2019-05-06]. （原始内容存档于2019-04-02）.
6. ↑  . 東日本旅客鉄道.   [2019-05-06]. （原始内容存档于2019-04-02）.
7. ↑  . 東日本旅客鉄道.   [2019-05-06]. （原始内容存档于2017-08-08）.
8. ↑  . 東日本旅客鉄道.   [2019-05-06]. （原始内容存档于2019-03-27）.
9. ↑  . 東日本旅客鉄道.   [2019-05-06]. （原始内容存档于2017-08-08）.
10. ↑  . 東日本旅客鉄道.   [2019-05-06]. （原始内容存档于2019-04-02）.
11. ↑  . 東日本旅客鉄道.   [2019-05-06]. （原始内容存档于2019-04-02）.

## 外部連結
- 車站資訊（竹澤）：東日本旅客鐵道